# Godyris matronalis
Godyris matronalis is een vlinder uit de familie Nymphalidae. De wetenschappelijke naam van de soort is voor het eerst geldig gepubliceerd in 1884 door Gustav Weymer.